# Adolf Miethe
Adolf Miethe (en allemand : Adolf Miethe), né le 25 avril 1862 à Potsdam et mort le 5 mai 1927 à Berlin, est un scientifique allemand, spécialiste de photochimie, un des pionniers de la photographie couleur.

## Biographie
Il étudie la physique, la chimie et l'astronomie à l'Université de Göttingen, où il défend sa thèse en 1889, sur le sujet : La photographie astronomique des étoiles fixes par l'actinomètre (allemand : Zur Actinometrie photographisch-astronomischer Fixsternaufnahmen).
En 1887, il invente avec Johaness Gaedicke le flash au magnésium. Puis, au sein de la firme Schulze & Barthels à Rathenow, il développe le télescope, les jumelles et invente l'un des premiers téléobjectif. À partir de 1894, il travaille pour la firme Voigtländer à Brunswick, où il poursuit ses recherches dans le domaine de l'optique.
En 1899, après la mort du professeur Hermann Wilhelm Vogel, Adolf Miethe est nommé professeur de photochimie, de photographie et d'analyse spectrale à l'Université technique impériale de Berlin (Königlich technische Hochschule).
En 1901, Miethe construit un appareil pour la « photo en trois couleurs naturelles » (en allemand : « Dreifarbenfotografie nach der Natur »), qui était déjà réalisé sur plan par Willhem Bermpohl et qui, dès 1903, est présentée au grand public.
À partir de 1903 ou 1904, il conçoit une variante de l'appareil photographique du photographe russe Prokoudine-Gorski pour réaliser des photos couleurs. Auparavant, sous la supervision de Miethe, en 1902, Prokoudine-Gorski avait étudié pendant six semaines à l'école de photomécanique de Charlottenburg près de Berlin.
En 1907, il signe avec Richard Neuhauss dans la revue Photographische Rundschau und photographisches Zentralblatt une tribune appelant à la « création d’un musée photographique dans la capitale du Reich ».
Miethe mène une expédition en Égypte en 1908 et publie ses photographies sur ce voyage dans un album intitulé Sous le soleil de l'Égypte éternelle (en allemand : Unter der Sonne Ober-Ägyptens).
En 1910, il réalise les premières photos du monde de l'Arctique sur l'île de Svalbard dans le Spitsberg, lors d'une expédition en dirigeable menée par le comte Ferdinand von Zeppelin.
Adolf Miethe observe une éclipse solaire en 1914 lors d'une expédition au nord de la Norvège, et en réalise des photos couleurs.
Au début du XXe siècle, Miethe jouissait d'une excellente réputation auprès des experts en photographie et optique européens. Il est l'auteur de nombreux ouvrages, éditeur de revues scientifiques, membre d'associations de photographes en Allemagne et à l'étranger, président de l'association des aérostiers et du jury de plusieurs expositions internationales. Dans l'Empire russe, ses articles sont publiés régulièrement dans la revue Le Photographe amateur (jusqu'en 1919) et dans quelques autres périodiques.
Miethe a laissé derrière lui de nombreuses archives de photos couleurs des années 1903 aux années 1920. Mais celles-ci sont encore relativement peu publiées sur Internet.

## Publications
- (de) Lehrbuch der praktischen Photographie, Halle, W. Knapp, 1896, VIII-447 p. (Lire en ligne : édition de 1902).
- (de) Dreifarbenfotografie nach der Natur, Halle-sur-Saale, Wilhelm Knapp, 1904.
- avec Richard Neuhauss : (de) « Aufruf zur Gründung eines photographischen Museums in der Reichshauptstadt » [« Appel à la création d’un musée photographique dans la capitale du Reich »] », Photographische Rundschau und photographisches Zentralblatt, no 21,‎ 1907, p. 165-166.
- avec Hugo Hergesell : (de) Mit Zeppelin nach Spitzbergen. Bilder von der Studienreise der deutschen arktischen Zeppelin-Expedition ... mit 269 schwarzen und farbigen Reproduktionen nach Naturaufnahmen, Berlin, Deutsches Verlagshaus Bong & Co, 291 p., avec 269 photographies en noir et en couleur (En ligne sur Gallica) : album relatant l'expédition en dirigeable organisée par le comte Ferdinand von Zeppelin au Spitzberg en 1910.
- (de) Unter der Sonne Oberägyptens neben den Pfaden der Wissenschaft. Mit 44 Dreifarbenbildern und 133 Netz-Ätzungen nach photografischen Naturaufnahmen, Berlin, D. Reimer, 1922, VIII-223 p.

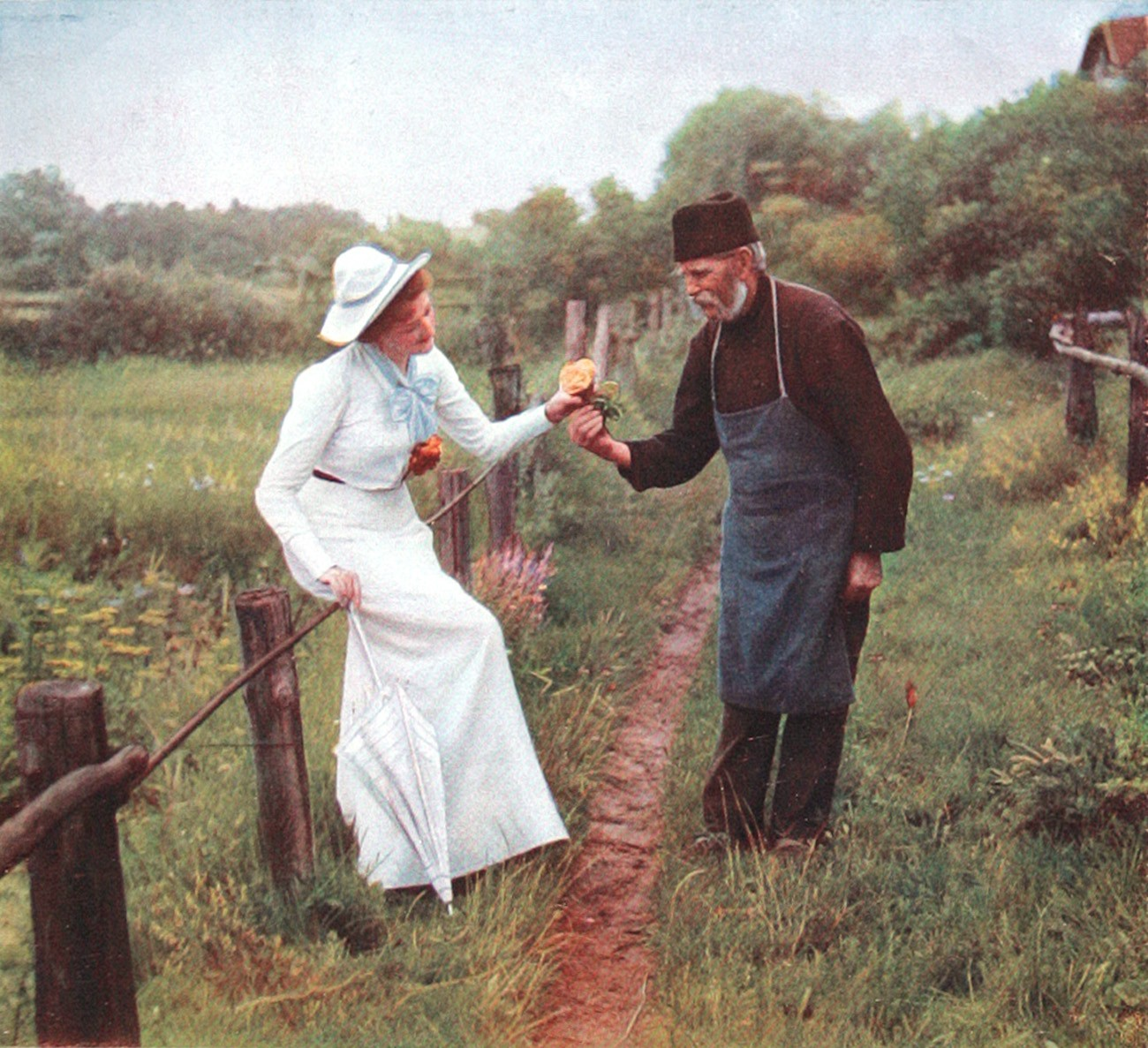
1902
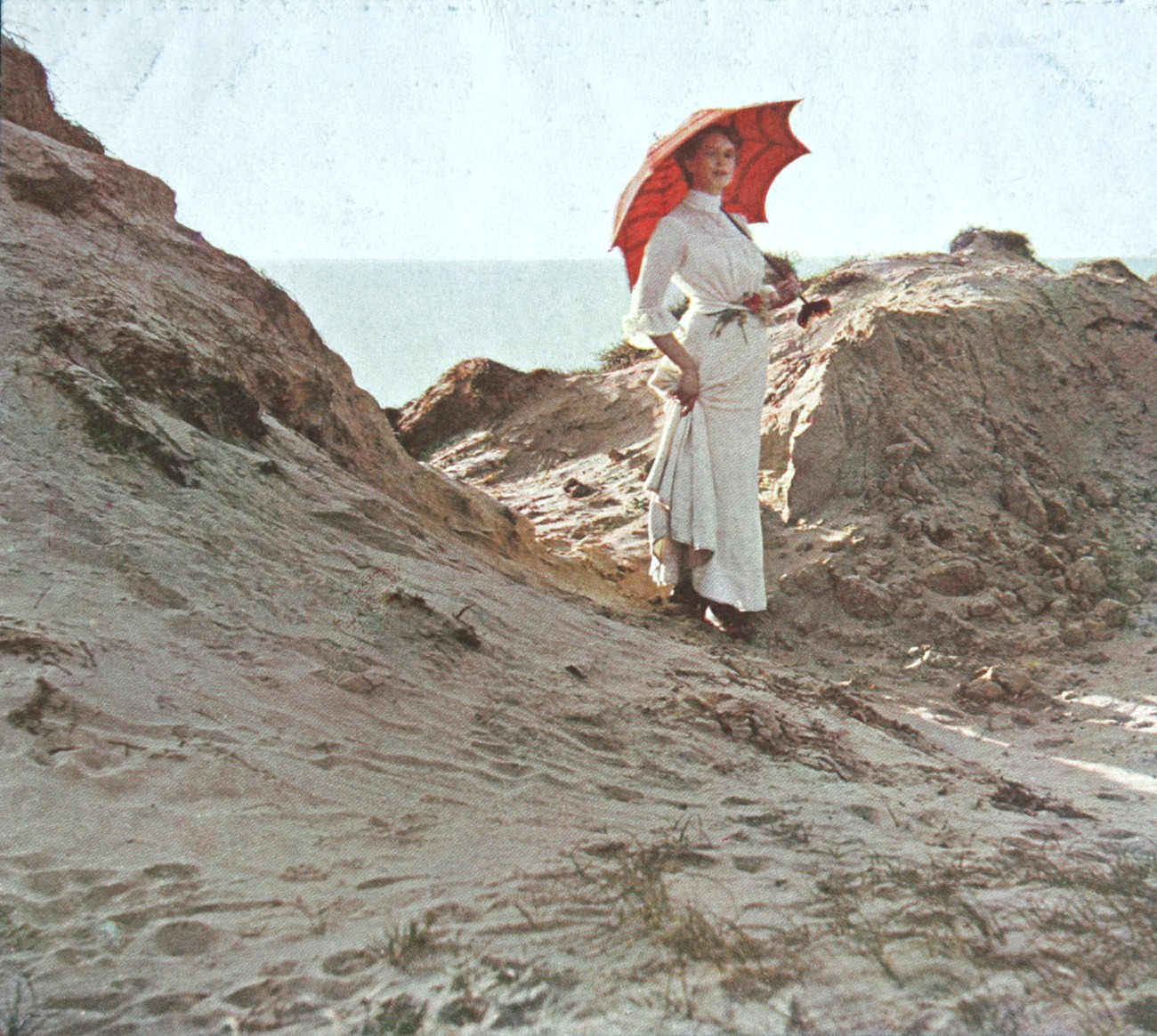
1903
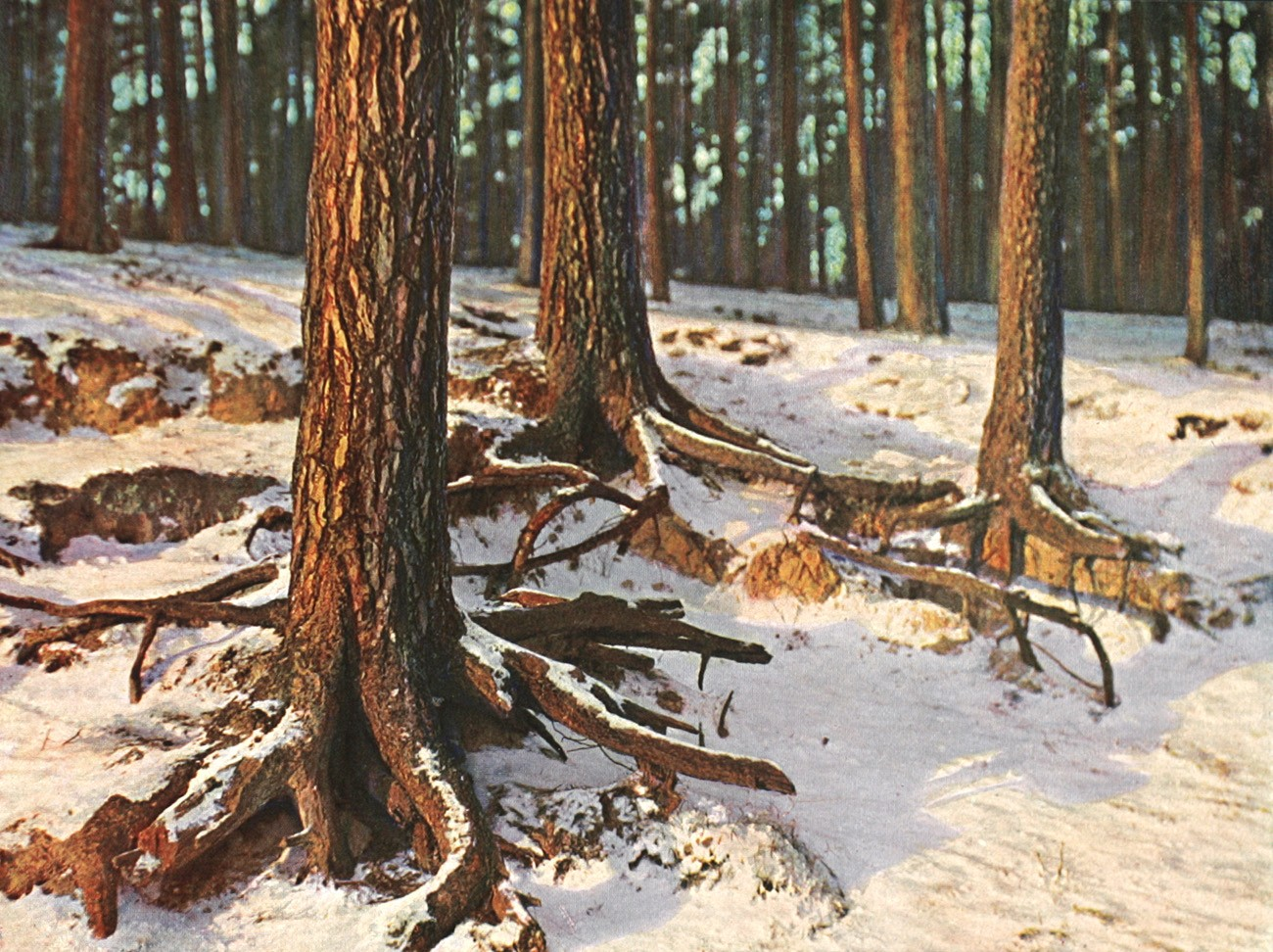
1907

### Édition de ses mémoires
- (de) Adolf Miethe, Lebenserinnerungen, éd. par Helmut Seibt, Francfort, Deutsch (coll. « Acta Historica Astronomiae », vol. 46), 2012, XVI-350 p.  (ISBN 978-3-8171-1891-5).

### Études, essais, articles
- (de + en) Université technique de Berlin (dir.), « Adolf Miethe (1862–1927) », dans The Shoulders on which we stand – Wegbereiter der Wissenschaft, Berlin, Springer, 2004, p. 106–108.
- (de) Michael Engel, « Miethe, Adolf », dans Neue Deutsche Biographie (NDB), vol. 17, Berlin, Duncker & Humblot, 1994, p. 483–485 (original numérisé).
- Jens Jäger (trad. Jean Torrent), « Science, commerce, art. Adolf Miethe et la photographie en couleurs », Transbordeur, no 5,‎ 2021, p. 138-151 (lire en ligne ).
- Robert Schwankner (de), « Verspätete Alchemie, Schauplatz Berlin 1924–26 », Kultur & Technik, no  3, 1980, p. 22–24 (En ligne - PDF).
- Bruno Seegert, « Anzeige des Todes von Adolf Miethe », Astronomische Nachrichten, vol. 230, 1927, p. 205–208 (En ligne)
- Ulrich Wutzke (de), « Ein Inspirator für Alfred Wegener: Adolf Miethe (1862–1927) », Berichte der Geologischen Bundesanstalt, vol. 107, 2014, p. 71–73 (En ligne - PDF).